# Lephephe
Lephephe est une ville du Botswana.